# جوني فان رينسبورغ
جوني فان رينسبورغ (بالإنجليزية: Johnny van Rensburg) (9 مايو 1932 – 28 أكتوبر 2010) هو ملاكم جنوب أفريقي راحل، مثّل بلاده في الألعاب الأولمبية الصيفية 1952.

## روابط خارجية
جوني فان رينسبورغ على موقع بوكس ريك (الإنجليزية) (registration required)
- جوني فان رينسبورغ على موقع أوليمبيديا (الإنجليزية)